# 矢萩貴子
矢萩 貴子（やはぎ たかこ、1949年12月12日 - ）は、日本の漫画家。女性。神奈川県出身。

## 来歴
東京芸術大学で油絵を専攻。卒業後、絵画教室の講師や高校の美術の非常勤講師をしながらSMを題材にした同人誌を作り、1987年、マガジン・マガジンの『ミステリー・レディース』でデビュー、1990年からは主にレディースコミックを執筆している。静岡県在住。

## 単行本リスト
- ラビリンス（大陸書房、1992年）
- ダーク・ムーン（白夜書房、1992年）
- ガラスの果実（白夜書房、1993年）
- 紅蓮曼荼羅（スコラ、1993年）
- 砂の剣（スコラ、1993年）
- 沈黙の青（秋田書店、1994年）
- 愛の狩人（主婦と生活社、1994年）
- 愛の迷宮（主婦と生活社、1994年）
- 美神の罠（スコラ、1994年）
- 美獣の館（スコラ、1995年）
- タブー（スコラ、1996年）
- 死鬼導凱歌（原作：はままさのり）（講談社、全2巻、1997年）
- 処刑女王様 蓮花（講談社、1998年）
- 幻影花園（あおば出版、2003年）
- 陰陽淫師 王朝編 淫獄の巻（宙出版、2004年）
- 陰陽淫師 王朝編 淫風の巻（宙出版、2004年）
- 奴隷船（日本文芸社、2007年）
- 薔薇のヴァンパイア（ぶんか社、2010年）